# 제1공수특전여단
제1공수특전여단(第一空輸特戰旅團, 영어: 1st Airborne Special Forces Brigade), 또는 "독수리부대"는 대한민국 육군 특전사 소속 부대들 중 첫 번째로 만들어진 특수작전 부대이다.

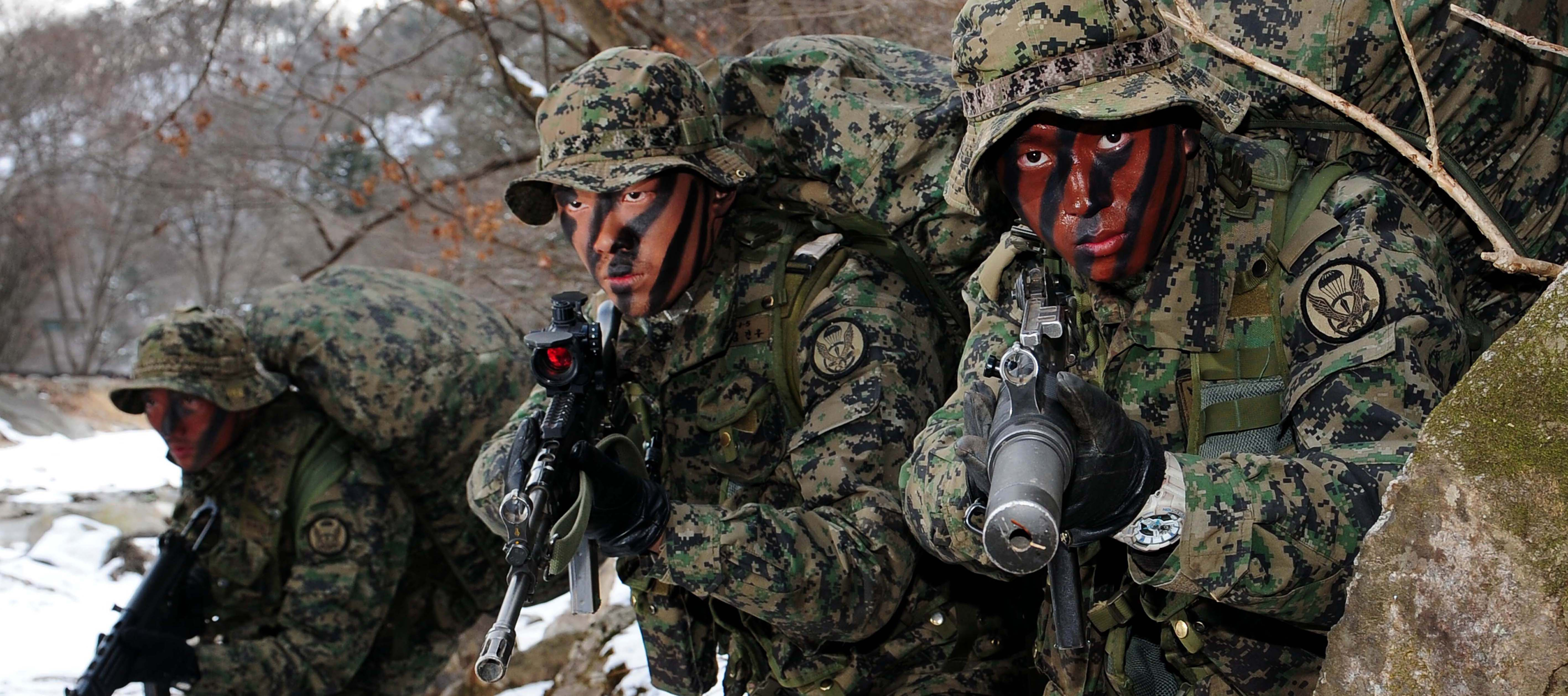
혹한기훈련 중인 제1공수특전여단 장병들

## 역사

### 창설
한국전쟁 당시 미국과 한국의 합작 부대였던 KLO부대에서 활동하다가 휴전이 되자 대한민국 육군에 편입되어 육군 각 부대로 흩어져있던 첩보/유격대원들을 모아서 1958년 4월 1일, 첫 번째 지휘관을 백문오 대령으로 한 제1전투단 "7725부대"로서 창설되었다.
동년 4월 15일 일본 오키나와에 있는 미국 육군 특전부대(그린베레)의 제1특전단으로 창설요원들을 파견하여 공수교육과 특수전 교육을 위탁교육 받았다. 같은 해인 1958년 10월에 제1공수특전단 (1st Special Forces Group)으로 부대명을 개칭하였다. 당시 초창기 공수특전단의 위관장교들 중엔 훗날 12.12 군사반란의 주역이 되는 차지철, 전두환, 최세창, 장기오 등도 있었다.

## 활동

### 5.16 군사혁명 가담
1961년 5월 16일, 제1공수특전단은 단장 박치옥 대령에 의해 2군 부사령관 박정희 소장이 일으킨 5·16 군사정변에 가담하였다.
1964년 5월 21일 새벽, 최문영 대령의 주도에 의해 부대원들이 법원에 난입하는 소동을 일으켰다. 당시 법원 및 판사의 자택을 불법적으로 침입한 부대원들은 학생 시위와 관련된 영장 발부를 요구하였다.

### 베트남 전쟁 참전
1960년대에는 수도사단 "맹호"부대와 제9사단 "백마"부대에 배속되어 사단 공수특전대로서 베트남 전쟁에 참가하였다.
1969년 8월 18일, 동해안경비사령부의 1, 2 유격 여단과 함께 새로 창설된 특수전사령부에 예속되었다.
1972년 9월, 준장이 부대장인 여단급 부대로 증편되었고 부대명도 제1공수특전여단(1st Special Forces Brigade)으로 개칭되었다.
1973년 4월, 전두환 준장은 하나회 사건으로 인해 들통나 처벌할 예정이였으나, 박종규의 도움으로 다시 여단장으로 유지되었다.

### 폴 버니언 작전 참가
1976년 8월 18일, 판문점 도끼 살인 사건이 일어나자, 박정희 대통령의 지시에 따라 1여단 지역대장 김종헌 소령은 조선인민군에게 보복하기 위해 64명의 특전대원을 뽑아 카투사로 위장하였다. 주한 미군 공병대와 함께 폴 버니언 작전에 참가하여 문제의 근원인 미루나무와 조선인민군의 장애물을 제거한 뒤, 숨겨온 M16 소총과 수류탄, 클레이모어 등을 꺼내어 그들의 초소 4곳을 파괴하였다.

### 12.12 군사반란 참가
1979년 12월 12일, 하나회 회원인 박희도 여단장의 명령에 따라 12·12 군사 반란에 가담하여 육군본부와 국방부를 무력으로 점령한다.

### 2024년 비상계엄령 참가
2024년 윤석열 대통령의 불법적인 비상 계엄령 선포에 따라 707부대와 같이 국회의사당에 총기를 휴대한 상태로 무장 난입하여 반란 행위에 가담하였으며, 국회의원 체포를 시도하였으나 실패하였다. 당시 국회에 투입된 인원은 260명 정도이며, 이는 2개 대대 정도이다. 여단장인 이상현 준장은 곽종근 사령관으로부터 명령 받았다고 실토하였다.

## 역대 지휘관
| # | 성명        | 취임일         | 이임일         | 비고 |
| - | ----------- | -------------- | -------------- | ---- |
| 1 | 대령 백문오 | 1958년 4월 1일 | 년 월 일       |      |
| 2 | 대령 박치옥 | 년 월 일       | 1961년 7월 3일 |      |
| 3 | 대령 최문영 | 년 월 일       | 년 월 일       |      |
|   | 준장 전두환 | 1973년 월 일   | 1976년 3월 일  |      |
|   | 준장 박희도 | 년 월 일       | 년 월 일       |      |
|   | 준장 조남풍 | 1984년 월 일   | 1986년 월 일   |      |
|   | 준장 안현태 | 년 월 일       | 년 월 일       |      |
|   | 준장 백군기 | 년 월 일       | 년 월 일       |      |
|   | 준장 조상호 | 년 월 일       | 년 월 일       |      |
|   | 준장 방성호 | 년 월 일       | 년 월 일       |      |
|   | 준장 이상현 | 년 월 일       |                |      |

## 참고
1. ↑  “공수단 창설 10주”. 동아일보. 1968년 4월 4일. 2013년 7월 5일에 확인함.
2. ↑  “1964년 무장공수단 난입사건”. 민주화기념사업회. 2015년 10월 31일에 원본 문서에서 보존된 문서. 2013년 7월 5일에 확인함.
3. ↑  오홍국 (2011년 3월 8일). “베트남전쟁시 한국군의 해·공군 및 특수작전”. 국방일보. 2013년 7월 14일에 확인함.[깨진 링크(과거 내용 찾기)]
4. ↑  이상국 (2009년 8월 24일). “북한의 판문점 ‘도끼 살해’ 만행 … 박정희 “미친 개엔 몽둥이” 분노”. 중앙일보. 2014년 10월 17일에 확인함.
5. ↑  ““전기 끊어서라도 표결 막으라고 했다”…현장 지휘 여단장이 밝힌 ‘그날 밤’”. 2024년 12월 8일에 확인함.
6. ↑  최서인,양수민 (2024년 12월 7일). “[단독] 1공수여단장 "장병들 불안해한다, 국민이 안아달라"”. 2024년 12월 8일에 확인함.
7. ↑  머니투데이 (2024년 12월 6일). “[단독]특전사 1공수여단장 "국회의원 끌어내 계엄해제 막으란 지시 들어"”. 2024년 12월 8일에 확인함.

## 같이 보기
- 육군특수전사령부